# Мотрона Демешко-Стрешенцова

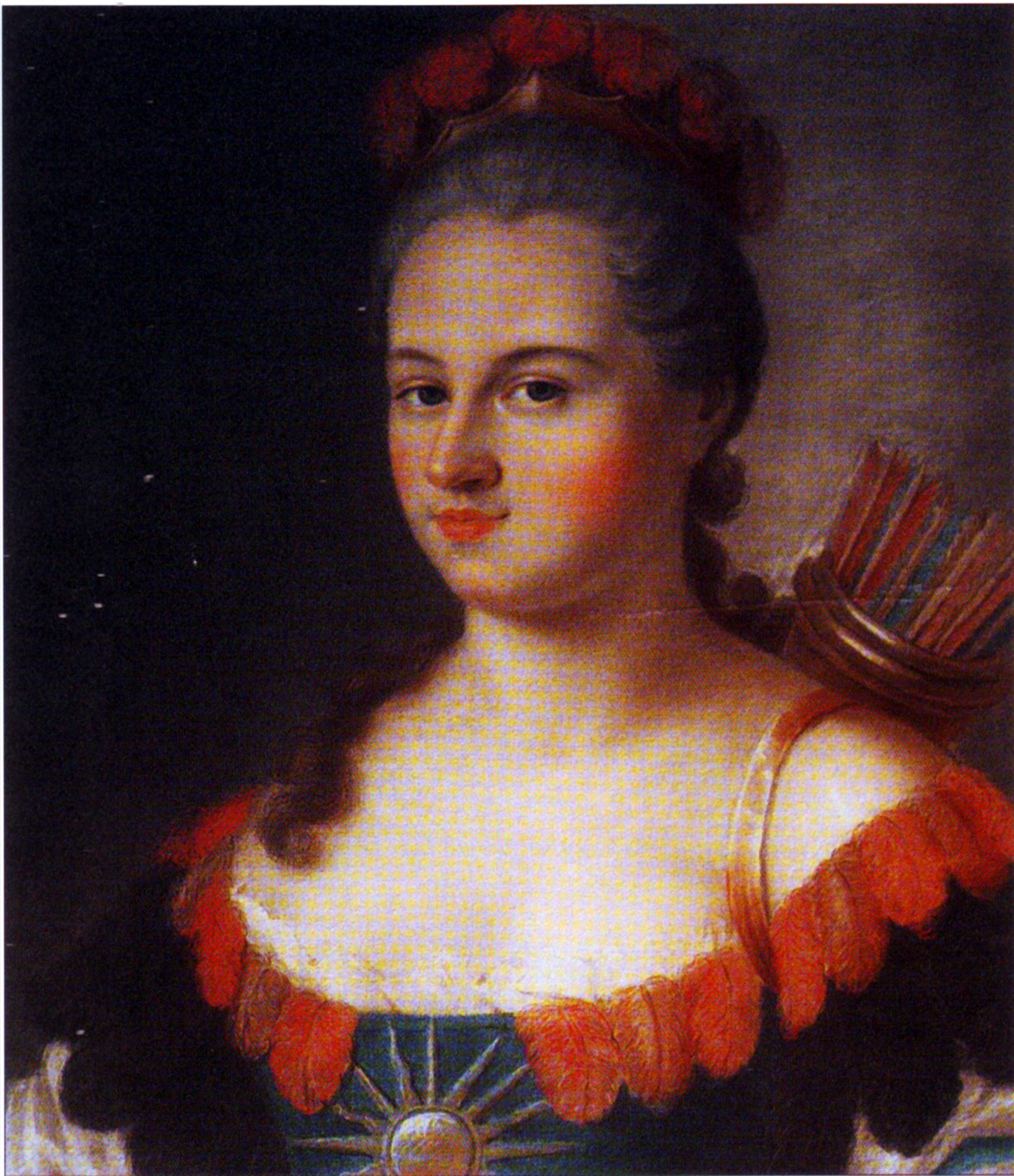
Портрет 1756 р. кисті Жана де Самсуа, який зобразив дівчину у маскарадному костюмі алегорії Америки. Прикрашає один з парадних залів Китайського палацу в Оранієнбаумі.

Мотрона Стрешенець-Демешко (на російський кшталт Стрешенцова; нар. 173? — пом. після 1791) — донька малоросійського (українського) козака, бунчукового товариша Київського полку Герасима Дем'яновича Стрешенця-Демешка, двоюрідна сестра Олексія і Кирила Розумовських по матері, друга дружина Григорія Теплова. Мала брата Кирила й сестер Ксенію та Євдокію, які вийшли заміж за Семена Кочубея й Івана Жоравку відповідно. Якась її далека родичка Марина Демешко у 1755 році пошлюбилась з колезьким асесором Михайлом Тихомировим, причому на весіллі побувала навіть сама імператорка.     
За свідченням Катерини II, влітку 1756 р. її чоловік Петро Федорович посварився з фрейліною Єлизаветою Воронцовою й неочікувано зблизився із Мотроною. Аби сподобатись дамі, великий князь намірився прикрасити кімнату «рушницями, гренадерськими шапками, шпагами й перев'язами, так що вона мала вигляд кутка арсеналу». Перед цим він поділився любовним задумом з дружиною, імовірно, щоб подразнити її, але та вдала байдужість. Протривала інтрижка дотіль, поки подружжя не перебралось на дачу. Закохані розлучились, однак графиня спробувала зав'язати переписку. Вона почала з довгого листа на 4 сторінки, вимагаючи од Петра і зі свого боку писати їй раз або двічі на тиждень. Кавалер роздратовано звелів передати їй, що в нього нема на це часу. На тому їхні стосунки припинились.  
В шлюбі з Г. Тепловим Мотрона народила сина Олексія (в майбутньому — київський і слобідсько-український губернатор) й доньок Марію (дружина В. І. Чаадаєва) та Наталію (побралась з N Ледуховським). Після від'їзду Григорія до Санкт-Петербурга мешкала якийсь час в Україні, де їй належали землі біля містечка Басань в с. Піски, Тополі, Лемеші (разом з Іваном Афендиком і Василем Дараганом), Пархомово (вкупі з О. Г. Закревським) і хутір Жуковський.
Жінка користувалась шаною свого кола; наприклад, видаючи заміж пасербицю, Яків Маркович запросив Мотрону й Кочубея посадженими батьками. В 1765 вона возз'єдналась з Григорієм у столиці, де мешкала наступні 10 років. Втім, щасливого подружнього життя не склалось, причиною чого історик Іван Каманін називає несхожість їхніх характерів. Зрештою, в 1776 році Мотрона забрала всі пожитки й подаровані речі, і попри умовляння мужа покинула родину, аби жити на «чужому утриманні», як стверджував Теплов у заповіті. Мабуть, останній проявляв до дружини ті неприглядні риси характеру, що і в ставленні до колег по службі, про його ж гомосексуальні зв'язки подейкував навіть Казанова. Однак, судячи з заповіту, Григорій ставився до всіх членів сім'ї з любов'ю і довірою. Він залишив за Стрешенцовою можливість вдруге одружитися, наділив четвертю рухомої спадщини й сьомою частиною нерухомої, а також зобов'язав сина щорічно виплачувати їй 1000 рублів, а якщо вона забажає повернутись до рідних, то на різні дрібні знадоби — ще 500. Було теж завбачено, що у разі смерті Олексія обов'язок сплати грошової суми покладається порівну на чотирьох доньок.  